# Phil Phillips
Phil Phillips, né Philip Baptiste le 14 mars 1926 à Crowley (Louisiane) et mort le 14 mars 2020 à Lake Charles (Louisiane), est un chanteur américain de gospel et swamp pop.